# Album (album Brodki)
Album – debiutancki album studyjny polskiej wokalistki Moniki Brodki. Wydawnictwo ukazało się 25 października 2004 roku nakładem wytwórni muzycznej BMG Poland. Debiut został wznowiony w 2005 roku pt. Reedycja z dodatkową płytą CD.
Album dotarł do 6. miejsca na liście OLiS w Polsce i uzyskał status złotej płyty. Trzy single z albumu trafiły na szczyt zestawienia polskiego Airplay Chart.

## Lista utworów
Opracowano na podstawie materiału źródłowego.
1. „Help Me Make It Through the Night” (sł. Kris Kristofferson, muz, Kris Kristofferson) –  4:20
2. „Libertango (I've Seen That Face Before)” ft. Red (sł. Barry Reynolds, Dennis Wilkey, Nathalie Delon, muz. Astor Piazzolla) – 3:21
3. „It Ain’t Over 'Til It’s Over” (sł. Lenny Kravitz, muz. Lenny Kravitz) – 3:16
4. „Spinning Wheel” (sł. David Clayton-Thomas, muz. David Clayton-Thomas) – 3:08
5. „They Say I'm Different” – 4:18
6. „Inner City Blues (Makes Me Wanna Holler)” (sł. James Nyx, muz. Marvin Gaye) – 3:46
7. „Chill Out” (muz. Bogdan Kondracki) – 3:06
8. „Ten” (sł. Ania Dąbrowska, Brodka, muz. Bogdan Kondracki, Brodka) – 3:24
9. „My” (sł. Brodka, Iwona Kacperska, muz. Kristina Kovac) – 3:50
10. „Dziewczyna mojego chłopaka” (sł. Karolina Kozak, muz. Marc Bianchi) – 3:27
11. „Nazwij go jak chcesz” (sł. Ania Dąbrowska, muz. Ania Dąbrowska, Bogdan Kondracki) – 3:03
12. „Cosmo” ft. Liroy (sł. Brodka, Liroy, muz. Ania Dąbrowska, Bogdan Kondracki, Brodka) – 3:08
13. „On” (sł. Ania Dąbrowska, muz. Bogdan Kondracki, Brodka) – 3:16
14. „Dream” (sł. Al Green, muz. Al Green) – 5:34

| Bonus CD2 |
| --- |
| 1. „Miałeś być...” - 3:28 2. „Ten (Seb Skalski rmx)” - 4:21 3. „Miałeś być... (Pszona mix)” - 3:56 4. „Miałeś być... (Modfunk rmx)” - 5:27 5. „Miałeś być... (Yego Deep Step mix)” - 5:58 6. „Miałeś być... (Karol XVII rmx)” - 8:11 7. „Miałeś być... (teledysk)” |

## Twórcy
Opracowano na podstawie materiału źródłowego.
| - Monika Brodka – wokal prowadzący, skrzypce - Ania Dąbrowska – wokal wspierający - Zbyszek Krebs – gitara - Marek Napiórkowski – gitara - Mateusz Herbst – gitara - Bogdan Kondracki – gitara basowa, instrumenty klawiszowe, produkcja muzyczna | - Robert Kubiszyn – kontrabas - Filip Szczepaniak – skrzypce - Michał Kwiatek – akordeon - Jacek Gawłowski – mastering - Paweł Jóźwicki – producent wykonawczy - Studio22 & Eric Bender – oprawa graficzna - Krzysztof Opaliński – zdjęcia |